# Districtul Si Mahdjoub
Si Mahdjoub este un district din provincia Médéa, Algeria.